# Богіслав фон Штудніц
Богіслав Август Вільгельм фон Штудніц (нім. Bogislav August Wilhelm von Studnitz; 12 вересня 1888, Будерозе, Німецька імперія — 13 січня 1943, Лариса, Греція) — німецький воєначальник, генерал-лейтенант вермахту. Кавалер Німецького хреста в золоті.

## Біографія
28 лютого 1907 року вступив в Імперську армію. Учасник Першої світової війни. Після демобілізації армії залишений в рейхсвері. З 15 жовтня 1935 року — військовий аташе в Польщі. З 10 листопада 1938 року — піхотний командир 24 (Альтенбург). З 26 серпня 1939 по 21 серпня 1942 року — командир 87-ї піхотної дивізії (з перервою 17-28 лютого 1942), після чого відправлений в резерв фюрера. З 1 січня 1943 року — комендант 395-ї старшої польової комендатури (Салоніки-Егейське море).
Загинув в залізничній катастрофі: дрезина, на якій Штудніц разом з німецькими та італійськими офіцерами здійснював перевірку безпеки залізничної дороги, зіткнулась з локомотивом. Штудніц і ще 4 офіцери загинули, двоє (німець та італієць) отримали важкі поранення. 16 січня загиблі були поховані з військовими почестями в Салоніках.

## Звання
- Фенріх (28 лютого 1907)
- Лейтенант (27 січня 1908; патент від 22 червня 1906)
- Оберлейтенант (8 листопада 1914)
- Ротмістр (18 грудня 1915)
- Майор (1 січня 1929)
- Оберстлейтенант (1 квітня 1933)
- Оберст (1 квітня 1935)
- Генерал-майор (1 серпня 1938)
- Генерал-лейтенант (1 серпня 1940)

## Нагороди
- Залізний хрест 2-го і 1-го класу
- Орден Білого Сокола, лицарський хрест 2-го класу з мечами
- Хрест Фрідріха
- Хрест «За військові заслуги» (Австро-Угорщина) 3-го класу з військовою відзнакою
- Галліполійська зірка (Османська імперія)
- Нагрудний знак «За поранення» в чорному
- Орден Святого Йоанна (Бранденбург), лицар справедливості
- Почесний хрест ветерана війни з мечами
- Медаль «За вислугу років у Вермахті» 4-го, 3-го, 2-го і 1-го класу (25 років)
- Застібка до Залізного хреста 2-го і 1-го класу
- Німецький хрест в золоті (19 грудня 1941)
- Медаль «За зимову кампанію на Сході 1941/42»